# Delta Crucis

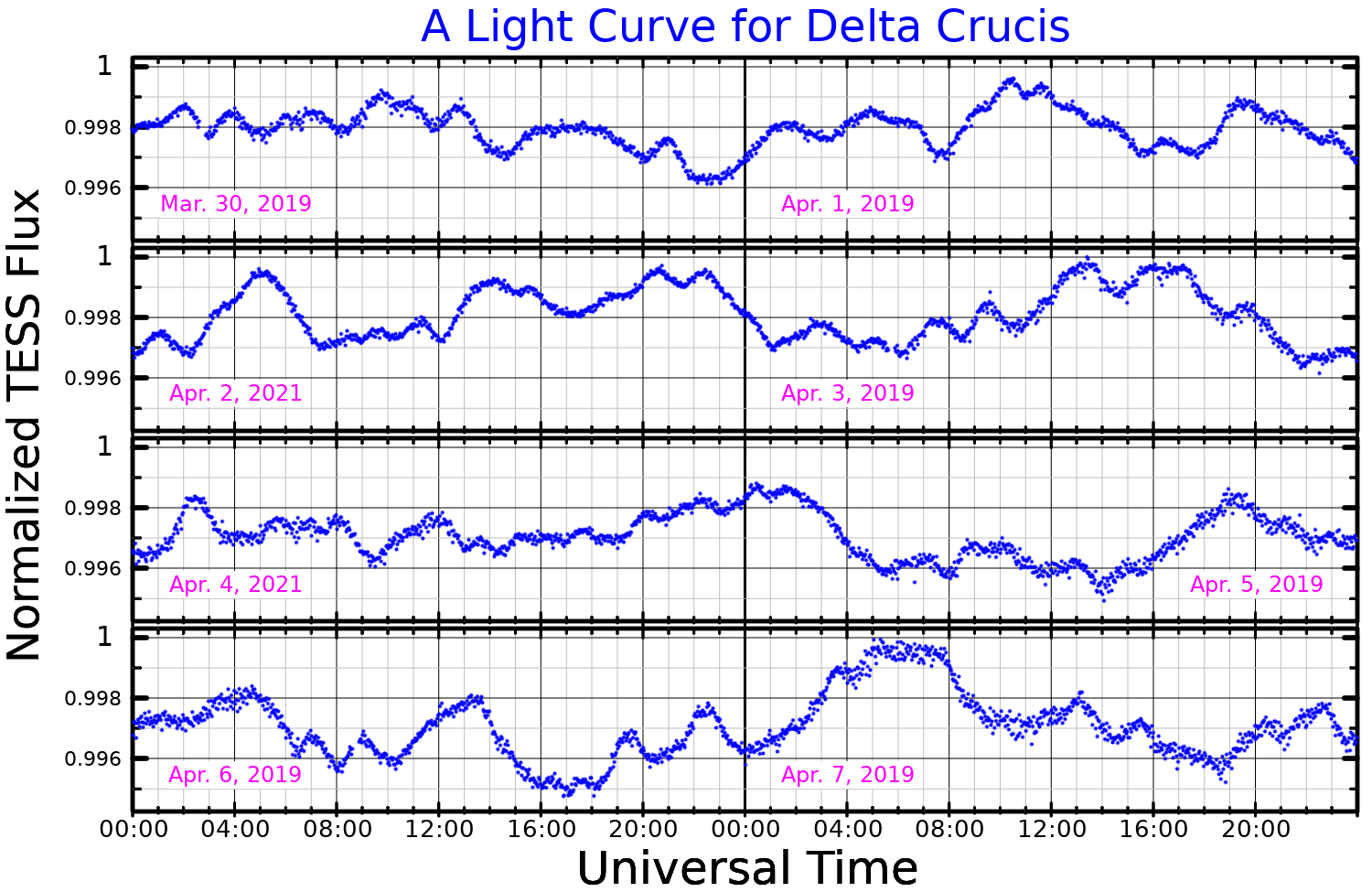
Lichtkromme van Delta Crucis

Delta Crucis is een type-B subreus in het sterrenbeeld Zuiderkruis op een afstand van 345 lichtjaar.